# Іван Баладя
Іван Бала́дя (нар. 1 січня 1936, Братислава, Словаччина — пом. 17 червня 2014, Прага) — словацький режисер кіно та театру.
У 1959-1961 роках працював режисером на чехословацькому телебаченні в Братиславі. У 1964 році закінчив режисуру кіно і телебачення у FAMU у Празі. Зняв телефільми Смерть звуть Енґельхен (1960), Три каштанових коня (1967), Очі повні снігу (1983) та Біле на тлі неба (трисерійний фільм; 1986). Фільм Ковчег дурнів був заборонений комуністичним режимом і був публічно показаний лише у 1990 році на міжнародному кінофестивалі у Карлових Варах.
Баладя співпрацював переважно з чеськими театрами (наприклад, в Оломоуці, Зліні).

## Фільмографія
- 1970 - Ковчег дурнів - показано в 1990 році
- 1987 - Про живу воду

## Зовнішні посилання
- Іван Балада